# Aletis fascelis
Aletis fascelis är en fjärilsart som beskrevs av Carl von Linné 1764. Aletis fascelis ingår i släktet Aletis och familjen mätare. Inga underarter finns listade i Catalogue of Life.